# Ruhollah Khomeini
Ruhollah Mousavi Khomeini, även känd som Ayatollah Khomeini (persiska: آیت‌الله روح‌الله خمینی), född 17 maj 1900 eller 24 september 1902 i Khomeyn, Markaziprovinsen, Persien, död 3 juni 1989 i Teheran, var en iransk ayatolla, och Irans högste politiske och andlige ledare från den islamiska revolutionen 1979 fram till sin död 1989.
Khomeini har bland annat kritiserats internationellt för människorättsbrott mot iranier. Han har anklagats för att bedriva en massiv kampanj mot politiska motståndare samt deras familjer, nära vänner, och alla som anklagades för kontrarevolutionärt beteende (inklusive sunnimuslimer och bahaitroende), vilket resulterade i fängelse och död för tusentals (varav många hade band till grupper som MKO), liksom 1988, då han beordrade avrättningen av tusentals politiska fångar. Han har också beskrivits som en "karismatisk ledare av enorm popularitet", och den "islamiska väckelsens mästare" av shiitiska lärda. Khomeinis ideologi kallas för khomeinism.

## Biografi

### Barndom
Khomeinis farfar föddes av persiska föräldrar i norra Indien och hade på 1800-talet återinvandrat till Persien och bosatt sig i staden Khomein. Morfadern tillhörde däremot en persisk shiitisk imamsläkt. Efter mordet på fadern Mostafa Hindi 1903 uppfostrades han av sin mor Hajieh Agha Khanum. Ruhollah började vid sex års ålder studera Koranen och elementär persiska. Följande år började han skolan, där han lärde sig religion och andra traditionella ämnen. Han fick också religiös utbildning och uppfostran av sina släktingar, däribland sin mors kusin Ja'far och sin äldre bror Morteza Pasandideh.

### Student och lärare i Qom och Najaf

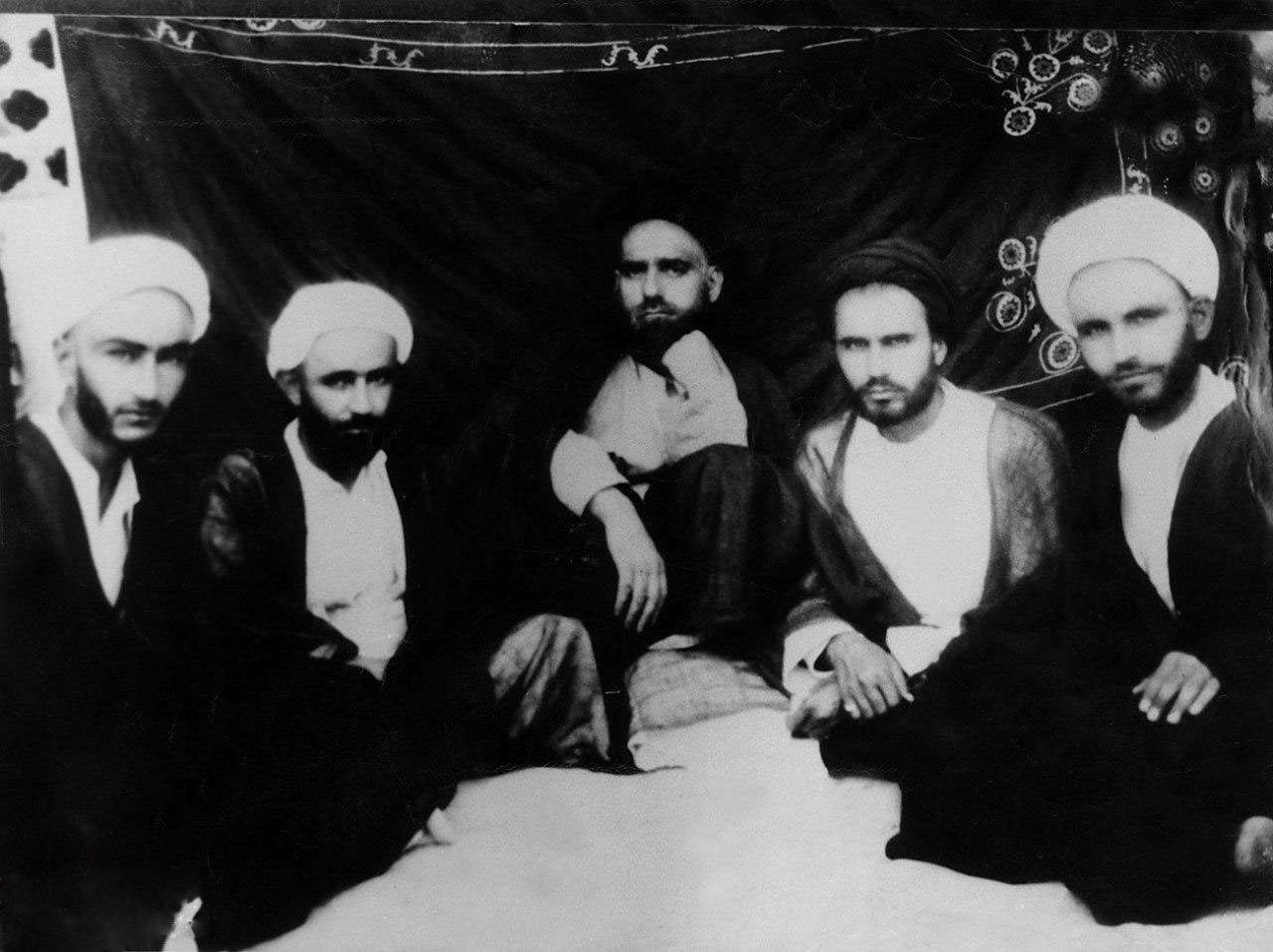
Khomeini som student med sina vänner (tvåa från höger)

1920 flyttade han till Arak där han påbörjade studier under ledning av Ayatollah Abdolkarim Haeri Yazdi. 1921 fick Yazdi en inbjudan att bli lärare i Qom. Han accepterade, och även Khomeini flyttade dit 1922 och blev elev på en ny hawza som då byggdes upp under ledning av Yazdi. År 1936 blev Khomeini kvalificerad som mujtahid och kunde då anta den religiösa titeln hojatoleslam.
Khomeini avancerade till en ledande föreläsare vid seminarierna i Najaf och Qom, där han arbetade i årtionden innan han blev känd på den politiska scenen. Han blev snart en ledande auktoritet inom shiaislam. Han undervisade i politisk filosofi, islamisk historia och etik. Flera av hans elever (t.ex. Morteza Motahhari) blev senare ledande islamiska filosofer och även marjor. Som forskare och lärare, producerade Khomeini många skrifter om islamisk filosofi, juridik och etik. Han visade ett utomordentligt intresse även för ämnen som filosofi och mystik som ofta inte fanns i läroplanen för religiösa seminarier och som också var föremål för fientlighet och misstänksamhet.

### Första boken
Hans seminarieundervisning fokuserade ofta på religionens betydelse för nutida sociala och politiska frågor och redan på 1940-talet började han skriftligt propagera för att islamisk ideologi skulle få ökat inflytande över politiken. Hans första bok, Kashf al-Asrar (Avslöjande av hemligheter) som publicerades 1942, var punkt för punkt en argumentering mot en annan bok, Asrar-e hazar Salih (Tusen års hemligheter), som skrivits av en av Irans ledande antiklerikala historiker, Ahmad Kasravi.

I Kashf al-Asrar pläderade Khomeini för införandet av den islamiska staten. 

     "Den islamiska staten är regeringen av den gudomliga lagen, och dess lagar kan varken bytas eller ändras, inte heller ifrågasättas."
Khomeini var inte ensam om dessa teser. 1946 grundade Navvab Safavi organisationen Fedayan-e eslam ("Islams offrare"), som bestod av teologistudenter och medlemmar av underklassen. De krav som Fedayan-e eslam ställde, gav redan då en föraning om det som Khomeini skulle förverkliga 30 år senare. De krävde etablering av en islamisk regering ledd av en imam, tillämpning av sharialagar och att det persiska språket rensades från icke-islamiskt vokabulär. De krävde också pan-islamism, nationalism, nationalisering av oljeindustrin, jihad mot västerländska krafter samt spridning av martyrskapets ideologi. Fedayan-e eslam organiserade inte bara demonstrationer utan också politiska mord och attacker mot författare, forskare och regeringstjänstemän åren 1946 till 1951. En av de mördade var just den tidigare nämnde historikern Ahmad Kasravi.
Khomeini vidgade sitt politiska intresse ytterligare genom att börja åka från Qom till Teheran
för att lyssna på Ayatollah Hasan Mudarri som varit ledare för oppositionen i Irans parlament.
Khomeini blev marja 1963, efter att Seyyed Hossein Borujerdi avlidit 1961.

### Landsflykt
Efter att ha opponerat sig mot shahen Mohammad Reza Pahlavis samhällsreformer tvingades han i landsflykt, först i Turkiet i slutet av 1964, sedan i Irak från 1965 till 1978 när han av Saddam Hussein tvingades lämna Irak för att bo i Frankrike. Khomeini vände sig mot shahens jordreform, sekularism och kvinnans stärkta ställning i samhället.

### Högste ledare
Sedan shahen avsatts och flytt från Iran i januari 1979 återvände Khomeini till landet den 1 februari som revolutionens ledare. Under hans auktoritära ledning infördes en strikt fundamentalistisk islamisk republik, en teokrati.
Han utnämndes till "årets person" 1979 av amerikanska nyhetsmagasinet Time för sitt internationella inflytande och har beskrivits som "islams virtuella ansikte i västerländsk populärkultur." Han var känd för sitt stöd för de islamistiska studenterna som tog amerikansk ambassadpersonal som gisslan under det 444 dagar långa gisslandramat på amerikanska ambassaden i Teheran och för sin dödsdom mot den brittisk-indiske författaren Salman Rushdie 1989.

## Motstånd mot vita revolutionen

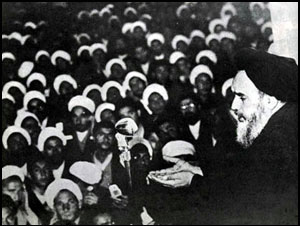
Khomeini angriper shahen i ett tal i Qom 1964

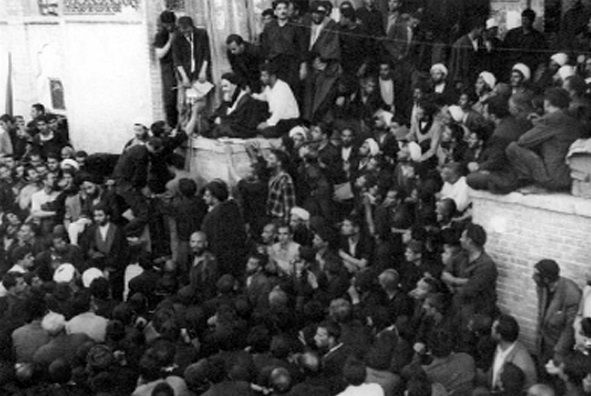
Khomeini fördömer shahen på ashuradagen den 3 juni 1963

I januari 1963 tillkännagav shahen sina planer för den "vita revolutionen", ett sexpunkters reformprogram innefattande jordreform, nationalisering av skogarna, försäljning av statligt ägda företag till privata intressen, rösträtt för kvinnor, tillåtande av icke-muslimer i ämbetspositioner, vinstdelning inom industrin och en alfabetiseringskampanj i landets skolor. Några av dessa initiativ betraktades av traditionalisterna som farliga, västinspirerade trender. Särskilt de mäktiga och privilegierade shiarättslärda var mycket kritiska. Khomeini kallade till ett möte med andra ledande marjor i Qom och övertalade dem att påbjuda en bojkott av folkomröstningen om den vita revolutionen. Den 22 januari 1963 gjorde Khomeini ett skarpt formulerat uttalande som fördömde shahens planer. Två dagar senare reste shahen till Qom under militärt beskydd, och höll ett tal som hårt attackerade uleman som samhällsklass.
Khomeini fortsatte sina fördömanden av shahens politiska program och upprättade ett manifest som bar underskrift av åtta andra ledande iranska shiamuslimska lärda. Han räknade upp olika sätt på vilka shahen påstods ha brutit mot grundlagen, fördömde spridningen av "moralisk korruption" i landet, och anklagade shahen för underkastelse och eftergivenhet mot USA och Israel. Han påbjöd också att firandet av det iranska nyåret 1342 (som inföll den 21 mars 1963) skulle ställas in som protest mot regeringens politik.
På eftermiddagen av ashuradagen den 3 juni 1963 levererade Khomeini ett tal vid madrasan Feyziyeh där han drog paralleller mellan den ökände tyrannen Yazid och shahen, fördömde shahen som en "usel, eländig människa", och varnade honom att om han inte ändrade sitt sätt skulle det komma en dag då folket tackade honom för hans utresa från landet.
Den 5 juni 1963 (15 khordad) kl. 3 på morgonen, två dagar efter detta offentliga fördömande av shahen Mohammad Reza Pahlavi, greps och fängslades Khomeini i Qom och överfördes därefter till Teheran. Detta utlöste tre dagar av stora upplopp i hela Iran och ledde till att ca 400 människor dödades. Denna händelse blev startpunkten för den rörelse som kallas "15 khordad". Khomeini hölls i husarrest och släpptes i augusti.

## Motstånd mot diplomatisk immunitet för amerikansk militär

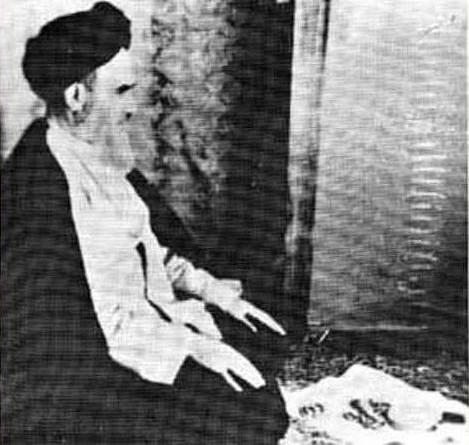
Khomeini i bön

Den 26 oktober 1964 fördömde Khomeini både shahen och USA. Denna gång kritiserade han den diplomatiska immunitet som shahen beviljat amerikansk militär personal i Iran. En ny lag skulle göra det möjligt för medlemmar av de amerikanska väpnade styrkorna i Iran att dömas i sina egna militära domstolar. Khomeini greps i november 1964 och hölls i ett halvår. Efter sin frigivning fördes han till ett möte med premiärminister Hassan Ali Mansur som försökte övertyga Khomeini att han borde be om ursäkt och släppa sitt motstånd mot regeringen. Khomeini vägrade. I raseri gav Mansur Khomeini en örfil.
Två veckor senare mördades Mansur på väg till parlamentet av en medlem ur Fedayan-e eslam. Fyra medlemmar i Fedayan-e eslam avrättades senare för mordet.

## Åren i exil

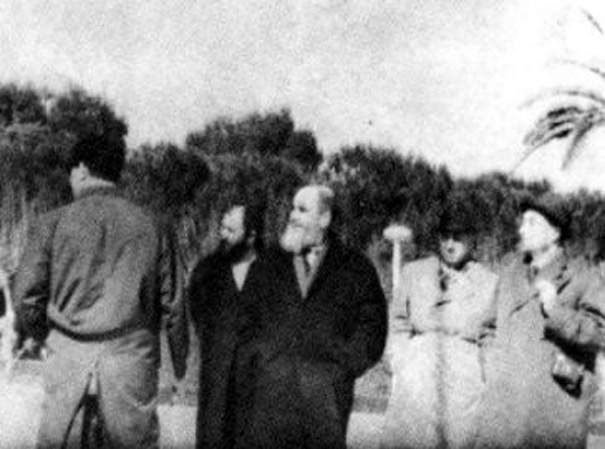
Khomeini i Bursa (Turkiet)

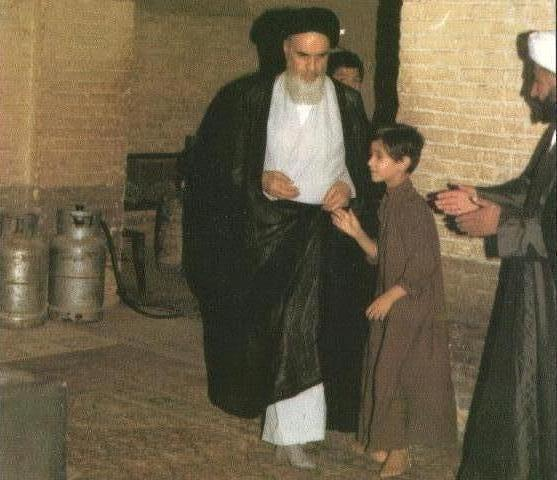
Khomeini i Najaf (Irak)

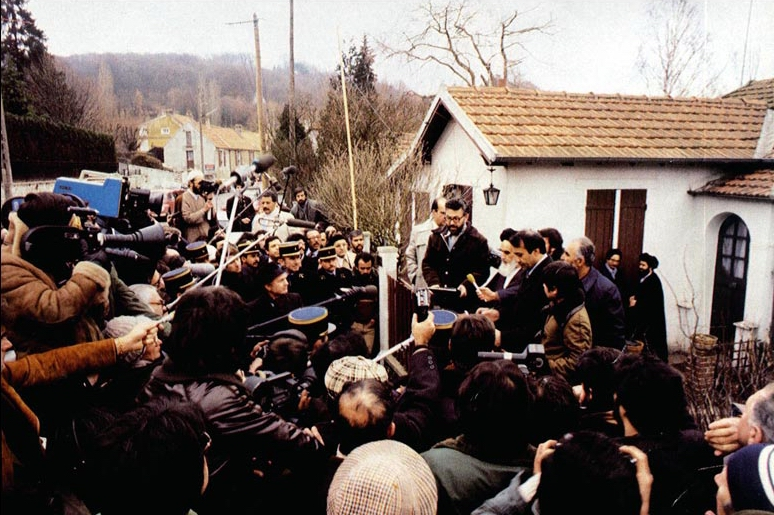
Ayatollah Khomeini framför sitt hus i Neauphle-le-Château vid en presskonferens, assisterad av sin tolk och medhjälpare Sadegh Ghotbzadeh som han lät avrätta några år senare.

Khomeini tillbringade mer än 14 år i exil, främst i den heliga shiamuslimska staden Najaf i Irak. Inledningsvis skickades han till Turkiet den 4 november 1964, där han bodde i staden Bursa i mindre än ett år. Senare i oktober 1965 fick han flytta till Najaf i Irak där han fick stanna till 1978, då den dåvarande vicepresidenten Saddam Hussein krävde att han skulle lämna Irak. Spänningen mellan Iran och Irak hade tilltagit, och Iran–Irak-kriget bröt ut knappt två år senare, 1980.
Efter utvisningen från Irak reste Khomeini till Frankrike där han hyrde ett hus i Neauphle-le-Château, en förort till Paris. Han stannade i fyra månader och sökte inte politisk asyl. Enligt Alexandre de Marenches, dåvarande chef för franska underrättelsetjänsten DGSE, avrådde shahen Frankrike från att utvisa Khomeini av rädsla för att Khomeini skulle flytta till Syrien eller Libyen. Vissa källor rapporterar att president Valéry Giscard d'Estaing skickade Michel Poniatowski (tidigare fransk inrikesminister) till Teheran för att föreslå shahen att Khomeini skulle mördas.
Under åren i exil fick Khomeini tillfälle att ostört utveckla sina teorier om islamiskt styre. I början av 1970 gav Khomeini en serie föreläsningar i Najaf på temat "islamisk regering". Senare publicerades Khomeinis viktigaste bok med titeln Hokumat-e Islami: Velayat-e Faqih där Khomeini i detalj beskriver hur den islamiska staten är tänkt att fungera.
En modifierad form av bokens teorier förverkligades i Iran efter att Khomeini och hans anhängare tagit makten, och Khomeini intagit posten som den förste högste ledaren i den islamiska republiken. Före revolutionen var dock Khomeini noga med att inte sprida sina planer på teokratiskt styre utanför sitt islamiska nätverk, som han arbetade för att bygga upp och förstärka under 1970-talet.
År 1977 avled Ali Shariati, också han en ledande revolutionsideolog, men med en annan utbildningsbakgrund än Khomeini. Shariatis död gjorde att fokus på Khomeini som ledare för oppositionen mot shahen blev ännu mer tydligt.

Under 1970-talet tätnade den religiösa mystiken kring Khomeinis person när religiösa profetior kom i omlopp. Enligt en gammal shia-legend ska imamen Musa al-Kazim i en profetia förutspått att 
 "en man som kommer från Qom ska leda människor på den rätta vägen".
 I slutet av 1978 svepte ett rykte över landet om att Khomeinis ansikte kunde ses i fullmånen. Miljontals människor sades ha sett det och händelsen firades i tusentals moskéer.Han uppfattades av många iranier som den andliga, men kanske inte den politiska, ledaren för upproret.
Samtidigt som protesterna mot shahen växte, så växte också Khomeinis profil och betydelse. Trots att han var i Paris, hundratals mil från Iran, satte Khomeini agendan för revolutionen. Han uppmanade iranierna att inte kompromissa och manade till strejk mot regimen. Under de sista månaderna av sin exil fick Khomeini ta emot en ständig ström av reportrar, supportrar och celebriteter vid sitt hus i Neauphle-le-Château. De var alla ivriga att höra den andlige ledaren för revolutionen.

## Åter till Iran

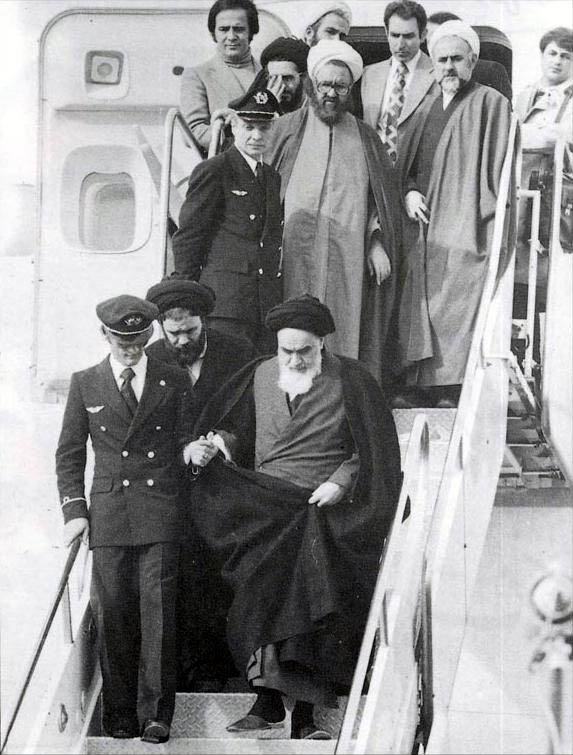
Khomeinis ankomst till Teheran den 1 februari 1979. Tillfrågad om sina känslor inför återvändandet från exilen, svarade han Hich ehsasi nadaram; "Jag känner ingenting"

Torsdagen den 1 februari 1979 återvände Khomeini i triumf till Iran, välkomnad av en av världshistoriens största folksamlingar med flera miljoner människor.
Han kom i en chartrad Boeing 747 från Charles de Gaulle-flygplatsen i Paris och ankom till Mehrabad-flygplatsen i Teheran. Över 120 journalister fanns också ombord på planet, bland dem ABC News välkända nyhetsankare Peter Jennings. Även svenska journalister fanns ombord, bland annat Åke Malm.
På flyget på väg till Iran, frågade Jennings Khomeini: "Vad känner du, när du nu återvänder till Iran?" Khomeini svarade via sin tolk och medhjälpare Sadegh Ghotbzadeh: "Hichi" (Ingenting). Hans svar blev välkänt och har citerats många gånger. Många såg det som en varning till alla de iranier som hoppades att han skulle vara en "vanlig nationalistisk ledare" att de snart skulle bli mycket besvikna. Det sågs också som ett tecken på att han var en okänslig ledare, oförmögen eller ovillig att förstå vanliga iraniers tankar, åsikter och behov. Andra, mer religiöst orienterade bedömare, ansåg att det snarare handlade om att hans religiösa föreställningar inte tillät honom att fixera för mycket på det egna jaget och de egna känslorna.

Khomeini och premiärministern för interimsregeringen, Mehdi Bazargan

Innan shahen lämnat Iran några veckor tidigare, hade han medverkat i tillsättandet av en provisorisk regering ledd av den pragmatiskt inriktade Shapur Bakhtiar, som ett sista försök att förhandla fram en kompromiss mellan olika politiska fraktioner och förhindra islamister och andra extremister att överta makten i Iran. Khomeini motsatte sig benhårt denna regering och sa i ett uttalande: "Jag ska sparka in deras tänder. Jag utser regeringen." Den 4 februari utsåg Khomeini sin egen konkurrerande tillförordnade premiärminister Mehdi Bazargan. "Eftersom jag har utsett honom, måste han åtlydas", sa Khomeini, och varnade för att uppror mot Bazargan ansågs vara ett "uppror mot Gud."
De Khomeini-vänliga fraktionerna ökade sin militära styrka, allt fler soldater gick över till hans sida och Khomeini förklarade jihad mot de soldater som inte ville kapitulera. Den 11 februari förklarade den militära ledningen neutralitet och Bakhtiars regering kollapsade.
Den 30 och den 31 mars 1979 hölls en folkomröstning om att ersätta monarkin med en islamisk republik där 98% svarade ja på frågan: "borde monarkin avskaffas till förmån för en islamisk regering?".
Revolutionärerna hade nu tagit över makten och Khomeini var deras ledare. Vissa sekulära och religiösa oppositionsgrupper som direkt eller indirekt stödde Khomeini inför revolutionen har i efterhand framhållit att de var omedvetna om att Khomeinis planer för islamisk regering innebar att en marja, en ayatolla, alltid har det yttersta inflytandet. De framhåller att den första provisoriska konstitutionen för den islamiska republiken inte förutsätter detta. Khomeini hade dock klargjort sina teorier i sin bok Hokumat-e Islami: Velayat-e Faqih som publicerades 1970, nästan ett decennium innan revolutionen blev verklighet.
Khomeini och hans anhängare arbetade för att undertrycka vissa tidigare allierade och skrev nu om den provisoriska konstitutionen. Vissa tidningar stängdes, och de som protesterade mot stängningarna attackerades. Oppositionsgrupper som Nationella Demokratiska Fronten och Muslimska Fokets Republikanska Parti attackerades och förbjöds. Genom folkligt stöd, fick Khomeinis anhängare en överväldigande majoritet av platserna i Expertrådet, som reviderade den föreslagna konstitutionen. Den nya konstitutionen inkluderade en muslimsk jurist som högste ledare i landet och ett väktarråd som kunde lägga in sitt veto mot "icke-islamisk lagstiftning" samt granska kandidater för allmänna val och diskvalificera "icke-islamiska" kandidater.

## Gisslankrisen på amerikanska ambassaden
Den 22 oktober 1979 släppte USA in den landsflyktige och sjuke shahen i landet för att han skulle få cancerbehandling. I Iran utbröt ett ramaskri, och både Khomeini och vänstergrupper krävde att shahen skulle utlämnas till Iran för rättegång och avrättning. Revolutionärer påmindes om statskuppen i Iran 1953, då Mohammad Reza Pahlavi flydde till Italien medan iranska konservativa politiker, militärer och mullor genomförde en statskupp som initierats av CIA och MI6 för att störta den folkvalde premiärministern Mohammad Mosaddegh.
Den 4 november tog islamistiska studenter kontroll över den amerikanska ambassaden i Teheran och 52 personer i personalen hölls som gisslan i 444 dagar. Studenterna fick Khomeinis stöd och man krävde än en gång att shahen skulle utlämnas. Händelsen blev känd som gisslankrisen i Iran.

## Iran–Irak-kriget

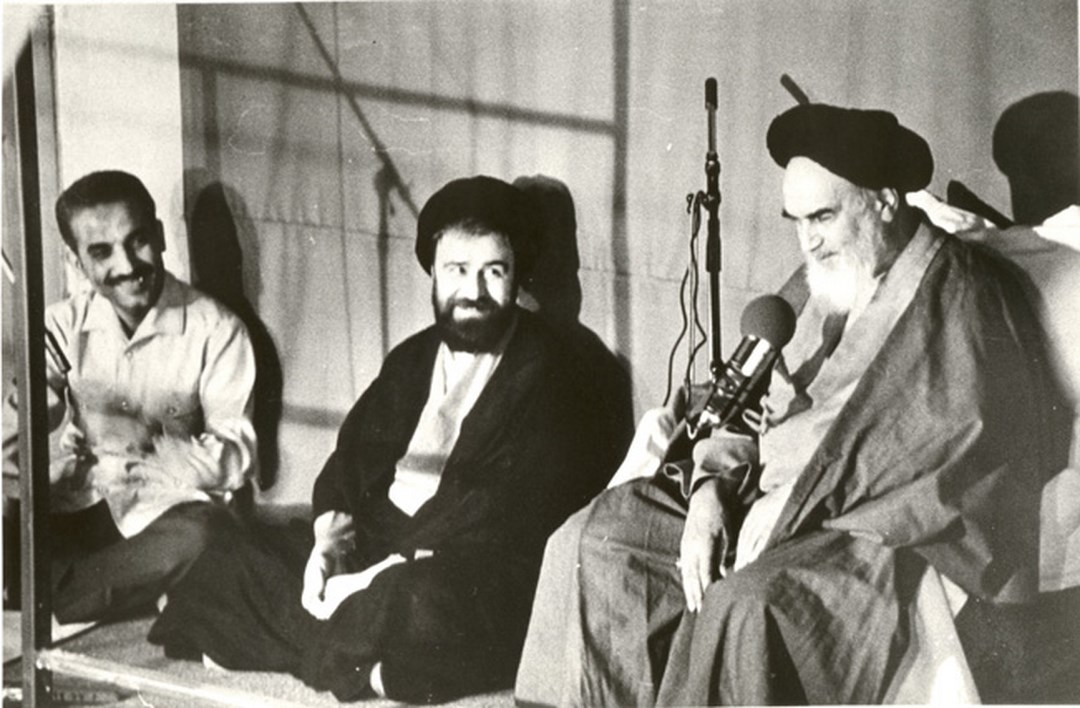
Ruhollah Khomeini med Ahmad Khomeini och Mohammad Ali Rajai

Strax efter att han tagit makten, började Khomeini uppmana till islamiska revolutioner över hela den muslimska världen, inklusive Irans arabiska granne Irak, som liksom Iran har en befolkning där shiamuslimer är i majoritet. Samtidigt var Saddam Hussein, Iraks sekulära arabiska nationalistiska Baath-ledare, ivrig att utnyttja Irans försvagade militär och (vad han antog var) revolutionärt kaos. I synnerhet var han intresserad av att ockupera den oljerika provinsen Khuzestan som gränsar till Irak, och att undergräva Irans islamiska revolutionära försök att uppvigla shia-majoriteten i hans land.
I september 1980 startade Irak en fullskalig invasion av Iran i vad som skulle bli det åtta år långa Iran–Irak-kriget. En kombination av våldsamt motstånd från iranier och militär inkompetens av irakiska styrkor hejdade snart den irakiska framryckningen och 1982 hade Iran återtagit nästan hela det område man förlorat i krigets inledning. Iraks invasion samlade iranierna bakom den nya regeringen, stärkte Khomeinis ställning och tillät honom att konsolidera och stabilisera sitt ledarskap. Efter framgångarna i krigets inledning, vägrade Khomeini acceptera ett erbjudande om vapenvila, och krävde istället skadestånd och att Saddam Hussein störtades från makten.
I kriget, som slutade 1988, dödades mellan 320 000 och 720 000 iranska soldater och milis tillhörande Islamiska revolutionsgardet och Basijmilisen.
Irans befolkning och ekonomi var tre gånger större än Iraks, men Irak hade hjälp av såväl angränsande arabstater vid Persiska viken, som Sovjetblocket och västländerna. Persiska vikens arabländer och väst ville vara säkra på att den islamiska revolutionen inte spred sig över Persiska viken, medan Sovjetunionen var bekymrad över det potentiella hotet mot dess styre i Centralasien i norr. Dock hade Iran stora mängder ammunition som tillhandahölls av USA under shahens tid och USA smugglade illegalt vapen till Iran under 1980-talet trots Khomeinis västfientliga politik (se Iran-Contras-affären).
Kriget fortsatte i ytterligare sex år med allt högre kostnader. 1988 präglades av dödliga månadslånga irakiska missilattacker mot Teheran, stora ekonomiska problem, demoralisering av iranska soldater, attacker från den amerikanska marinen mot iranska fartyg, oljeriggar, samt Iraks återtagande av Faw-halvön. Ett iranskt passagerarflygplan sköts ner av ett amerikanskt krigsfartyg, troligen av misstag, och hundratals passagerare omkom.
I juli samma år accepterade Khomeini en vapenvila som förhandlats fram av FN. Trots den höga kostnaden för kriget - 450 000 till 950 000 iranska offer och 300 miljarder dollar - höll Khomeini fast vid sin åsikt att det inte hade varit ett misstag att förlänga kriget i ett försök att störta Saddam. I ett "brev till imamkollegiet" skrev han: "... vi ångrar inte, inte heller är vi ledsna ens ett enda ögonblick för vår prestation under kriget. Har vi glömt att vi kämpade för att fullgöra vår religiösa plikt och att resultatet är en marginell fråga?"

## Fatwan mot Salman Rushdie

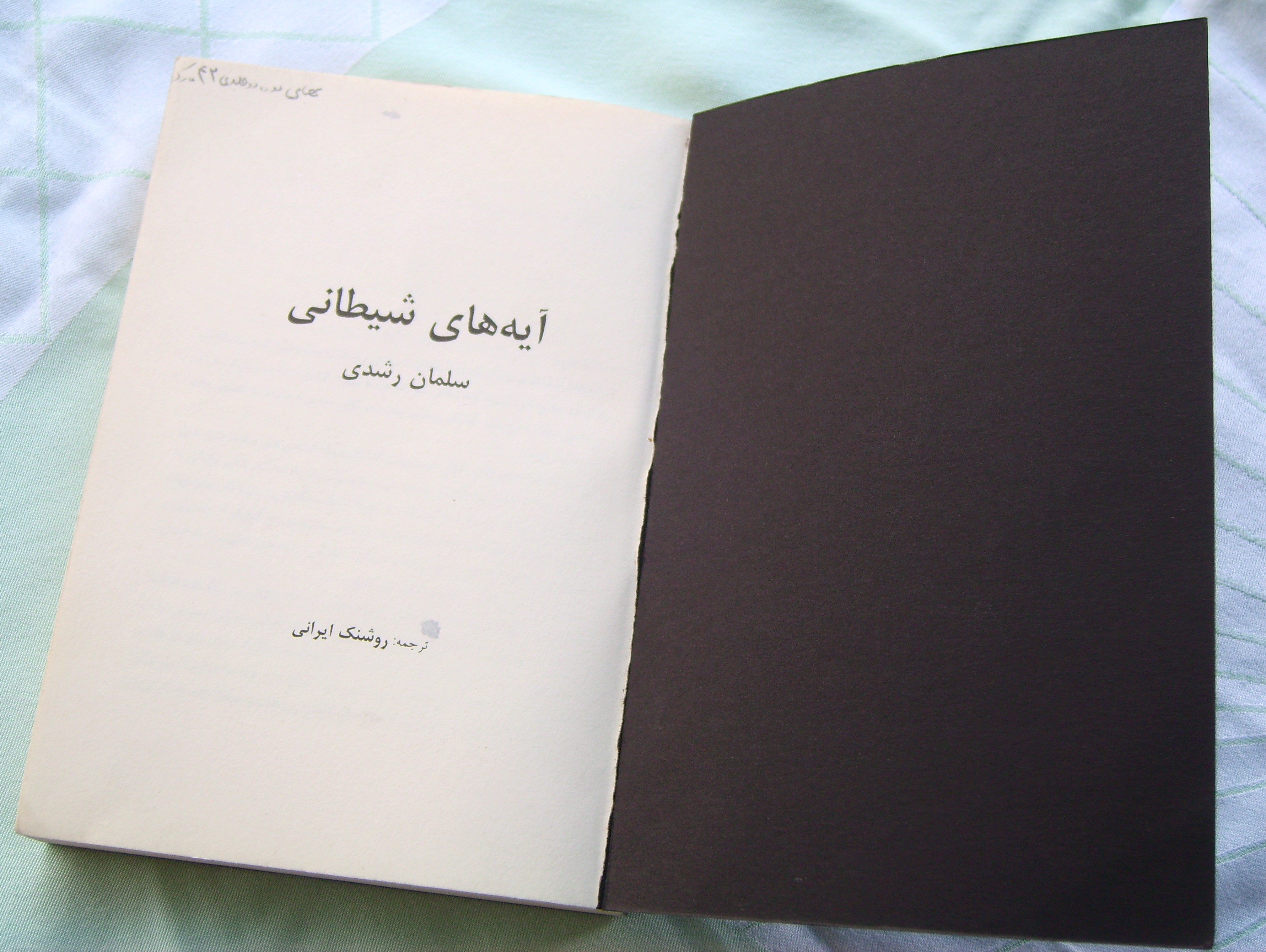
En illegal iransk upplaga av Satansverserna

I början av 1989, utfärdade Khomeini en fatwa som uppmanade till mord på Salman Rushdie, en brittisk-indisk författare. Enligt fatwan var mord på Rushdie tillåtet för muslimer på grund av hans påstådda hädelse mot profeten Muhammed i romanen Satansverserna som publicerades 1988.
Västvärldens regeringar fördömde fatwan på grund av att den stred mot de universella mänskliga rättigheterna yttrandefrihet och religionsfrihet, men fatwan har också blivit attackerad för att överträda islamiska regler i fiqh genom att inte ge den anklagade en möjlighet att försvara sig, och eftersom "även de mest rigorösa och extrema" bland islamiskt lärda anser att en uppmaning att döda den som förolämpar profeten bara är befogad om profeten själv hör förolämpningen och är närvarande.

## Livet under Khomeini
Under Khomeinis styre infördes sharialagar som bland annat innebär klädkoder för både män och kvinnor. Kvinnor måste täcka sitt hår, och män får inte bära shorts. Alkoholhaltiga drycker, de flesta västerländska filmer och vanan att låta män och kvinnor simma eller sola tillsammans förbjöds. Den iranska läroplanen islamiserades på alla nivåer vid den Islamiska kulturrevolutionen,. "Kommittén för islamisering av universiteten" upprättades. Utsändningen av annan musik än krigisk eller religiös i iransk radio och TV förbjöds av Khomeini i juli 1979. Förbudet varade i 10 år (ungefär resten av hans liv).
Khomeini sägs ha betonat "det andliga över det materiella". Sex månader efter sitt första tal uttryckte han förbittring över alla klagomål på den kraftiga nedgången i Irans levnadsstandard: "Jag kan inte tro att syftet med alla dessa uppoffringar var att få billigare meloner". Vid ett annat tillfälle betonade han att martyrskap var viktigare än materiellt välstånd: "Kan någon önska sitt barn att bli martyrer för att få ett bra hus? Det är inte vad det gäller. Vad det gäller är att få en annan värld." Khomeini lär också ha besvarat en fråga om hans ekonomiska politik genom att förklara att "ekonomi är för åsnor". Dessa låga tankar om ekonomisk politik och ekonomisk vetenskap sägs vara "en faktor som förklarar den svaga ekonomiska utvecklingen sedan revolutionen." En annan faktor var det långa kriget med Irak som ledde till ökad statsskuld, ökad inflation, lägre inkomster, lägre konsumtion, samt en aldrig tidigare skådad arbetslöshet. 
Medan Iran blev mer strikt islamiskt under Khomeini, ökade den absoluta fattigdomen med nästan 45% under de första 6 åren av hans styre. Emigrationen från Iran ökade också, enligt uppgift för första gången i landets historia. Man uppskattar att "två till fyra miljoner entreprenörer, specialister, tekniker och skickliga hantverkare (samt deras kunskaper och kapital)" har emigrerat till andra länder sedan revolutionen.

### Förtryck av fiender och opposition
Motstånd mot det religiösa styret, imamskapet eller den islamiska regeringen i allmänhet bemöttes med både hårda ord och hårda straff. I ett tal vid Fayzieah-skolan i Qom den 30 augusti 1979 varnade Khomeini pro-imperialistiska motståndare: "De som försöker ta korruption och förstörelse till vårt land i demokratins namn kommer att bli förtryckta. De är värre än Bani-Ghorizeh-judar och de måste hängas. Vi kommer att förtrycka dem genom Guds ordning och Guds kallelse till bön." (Bani-Ghorizeh var en judisk stam som var i konflikt med stammen Qureish som Profeten Muhammed tillhörde.)
Shahen Mohammad Reza Pahlavi och hans familj lämnade Iran och undgick att bli skadade, men hundratals före detta medlemmar av den störtade monarkin och militären avrättades av exekutionsplutoner medan landsförvisade kritiker påtalade att de anklagade hade små möjligheter att försvara sig, då situationen präglades av "hemlighetsmakeri, vaghet i anklagelserna, samt avsaknaden av försvarsadvokater och juryer". Några år senare började man förfölja marxister och socialister (främst universitetsstudenter) från rörelser som tidigare stött revolutionen men som nu vände sig mot Khomeinis teokratiska styre. 1981 utsattes det Islamiska Republikanska Partiets högkvarter för ett bombattentat som dödade 73 ledande partimedlemmar, bland dem Ayatollah Mohammad Beheshti (som var revolutionens näst mäktigaste person). Mujahedin misstänktes för attentatet. Khomeini förklarade att såväl Mujahedin som andra som var emot regeringen var "Guds fiender" och startade en massiv kampanj mot medlemmar av Mujahedin, Fadaiyan och Tudehpartiet samt deras familjer och nära vänner, och en rad andra personer som också anklagades för kontrarevolutionär verksamhet.
År 1988 inleddes massavrättningar av politiska fångar efter att Mujahedin riktat sin operation Forough-e Javidan mot den islamiska republiken. Khomeini utfärdade en order till rättssystemet att förhöra alla politiska fångar och avrätta dem som inte gjorde avbön och tog avstånd från regimkritisk verksamhet. Uppskattningar av antalet avrättade varierar mellan 1 400 och 30 000.

### Religiösa minoriteter
Livet för religiösa minoriteter var blandat under Khomeini. Högre statliga tjänster var reserverade för muslimer. Skolor som inrättats av judar, kristna och Zarathustrianerna skulle enligt reglerna ledas av muslimska rektorer. Den ersättning som betalades ut till familjen vid ett dödsfall var mindre om den döde var icke-muslim än om den döde var muslim. Konvertering till islam uppmuntrades genom att konvertiter fick hela arvet efter sina föräldrar om syskonen var icke-muslimer. Irans icke-muslimska befolkning har minskat dramatiskt. Exempelvis sjönk den judiska befolkningen i Iran från 80 000 till 30 000 under de två första decennierna av revolutionen.
I parlamentet var fyra av de 270 platserna reserverade för tre icke-muslimska minoriteters religioner, enligt den islamiska konstitution som Khomeini hade upprättat. Khomeini uppmanade också till enighet mellan sunni- och shiamuslimer. Sunnimuslimer är den största religiösa minoriteten i Iran.
Några av Khomeinis uttalanden före revolutionen hade felaktigt tolkats som antagonistiska mot judar i allmänhet, men kort efter sin återkomst från exilen 1979, utfärdade han en fatwa som beordrade att judar och andra minoriteter (utom Bahá'í) skulle behandlas väl. Efter maktövertagandet skiljde Khomeini mellan sionismen som en sekulär politiskt rörelse och judendomen som religion.
En icke-muslimsk grupp som särbehandlades var de 300 000 invånare som bekände sig till bahá'í-tron. I slutet av 1979 började den nya regeringen systematiskt förfölja framstående medlemmar av bahai på både nationell och lokal nivå. Många fängslades eller till och med avrättades av krafter utanför Khomeinis direkta kontroll. "Omkring 200 av dem har avrättats och resten tvingats konvertera eller utsatts för de mest fasansfulla förhållanden."
Liksom de flesta konservativa muslimer, ansåg Khomeini att Bahá'í var apostater. Han påstod att det var en politisk snarare än en religiös rörelse, och förklarade:

"Bahaier är inte en sekt utan ett parti, som tidigare stöddes av Storbritannien och nu av USA. Bahá'íerna är också spioner precis som Tudeh [kommunistpartiet]".

### Etniska minoriteter
Efter att shahen lämnade Iran 1979 reste en kurdisk delegation till Qom för att presentera kurdernas krav för Ayatollah Khomeini. Deras krav var rättigheter att använda sitt eget språk och en viss grad av politisk autonomi. Khomeini svarade att sådana krav var oacceptabla, eftersom det skulle innebära en uppdelning av den iranska nationen. De följande månaderna inträffade många sammandrabbningar mellan kurdiska milisgrupper och det revolutionära gardet. Folkomröstningen om den islamiska republiken bojkottades massivt i Kurdistan, man uppskattar att 85-90% av väljarna avstod från att rösta. Khomeini beordrade ytterligare attacker senare under året och i september var större delen av iranska Kurdistan satt under krigslagar.

## Död och begravning
Efter elva dagar på ett sjukhus avled Khomeini den 3 juni 1989 vid 86 års ålder. Han efterträddes av Ali Khamenei. Flera miljoner människor gick ut på gatorna för att sörja Khomeinis död i en spontan sorgeuppvisning. Brandbilar sprutade vatten på folkmassorna för att skydda mot den intensiva sommarvärmen. Åtta sörjande dog och fler än 400 skadades.
Khomeinis första begravning fick avbrytas efter att en stor folkmassa stormat begravningståget och nästan förstört Khomeinis träkista för att få en sista glimt av hans kropp. Vid ett tillfälle föll kroppen nästan till marken när människor försökte ta tag i svepningen. Vid den andra begravningen hade säkerheten förbättrats. Khomeini låg då i en kista av stål och tungt beväpnade säkerhetsvakter omgav den. I enlighet med islamisk tradition användes kistan bara under begravningsprocessionen. År 1995 begravdes Khomeinis son Ahmad Khomeini bredvid honom. Khomeinis grav är nu inrymd i ett mausoleum.

## Efterträdare

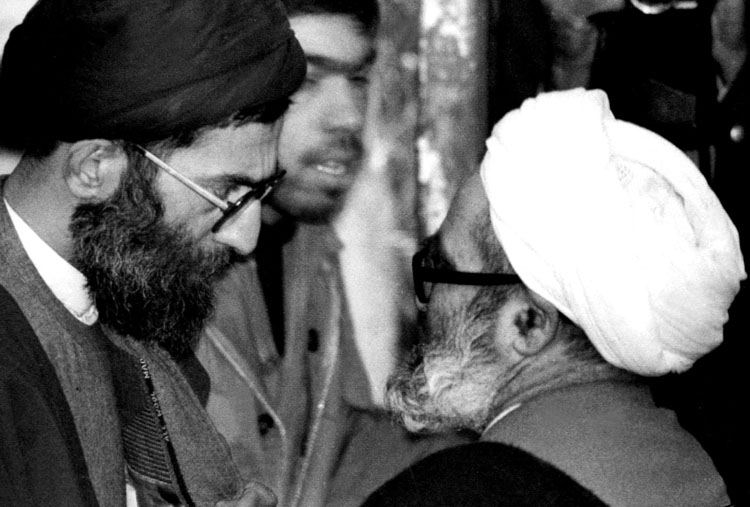
Ali Khamenei och Hossein-Ali Montazeri.

Storayatollah Hossein-Ali Montazeri, en före detta elev till Khomeini och även han en av revolutionens förgrundsgestalter, valdes av Khomeini till hans efterträdare på posten som högste ledare och godkändes som sådan av Expertrådet 1985. Principen om Velayate Faqih och den islamiska konstitutionen krävde att den högste ledaren skulle vara en marja (en storayatolla), och av det dussintal storayatollor som levde 1981 var endast Montazeri kvalificerad som en potentiell ledare (detta berodde antingen på att bara han helt accepterade Khomeinis koncept med styre av islamiska jurister,  eller, som minst en annan källa anger, att endast Montazeri hade de "politiska kvalifikationer" Khomeini ansåg lämpliga för sin efterträdare). År 1989 började Montazeri uttrycka egna kontroversiella åsikter. Han ville ha liberalisering, frihet för politiska partier mm. Efter att den islamiska staten avrättat tusentals politiska fångar klagade Montazeri hos Khomeini och sa bland annat att "dina fängelser är mycket värre än shahen och hans SAVAK." Efter att en skrivelse med hans klagomål läckt ut och omtalats i BBC:s sändningar, blev Khomeini rasande och accepterade inte längre Montazeri som officiell efterträdare.
Eftersom Montazeri var den enda lämpliga marjan (storayatollan), var man nu tvungen att ändra konstitutionen så att även "vanliga" ayatollor kunde komma ifråga på posten som högste ledare. En sådan ändring genomfördes och detta medförde att Ali Khamenei, som ansågs ha de politiska kvalifikationerna men inte var storayatollah, nu kunde utses till efterträdare.Ayatollah Khamenei valdes till högste ledare av Expertrådet den 4 juni 1989. Ayatollah Hossein-Ali Montazeri fortsatte sin kritik mot regeringen och under 1997 sattes han i husarrest, bland annat för att ha ifrågasatt Khameneis kvalifikationer som högste ledare.

## Ideologi och eftermäle

Khomeini håller ett tal 1979

Khomeinis ideologi har medfört ett stort paradigmskifte i shia-religionen. Han förklarade att islamiska jurister var de verkliga innehavarna av inte bara religiös auktoritet utan också politisk auktoritet, som måste följas som "ett uttryck för lydnad till Gud", och vars styre har "företräde framför alla sekundära förordningar [i Islam] såsom bön, fasta och pilgrimsfärd."
Sedan hans död har politiken i Islamiska republiken Iran varit "till stor del definierad av viljan att leva upp till Khomeinis arv" och att "vara trogen hans ideologi har varit ett lackmustest för all politisk verksamhet".
Utanför Iran har Khomeinis haft inflytande på den stora shiamuslimska befolkningen i Irak och Libanon. I den icke-muslimska världen har Khomeini haft en stor inverkan på västvärlden och även västerländsk populärkultur där det sägs att han blev "islams virtuella ansikte" som "inpräntat rädsla och misstro mot islam."

### Taktik och opportunism
Förutom doktrinära föreställningar blev Khomeini också känd för att vara en "briljant taktiker," med en stor "förmåga att improvisera" och anpassa sin ståndpunkt till den rådande situationen.
Khomeini protesterade när shahen ville införa rösträtt för kvinnor men uppmuntrade sedan kvinnor att delta i hans revolution och rösta för hans regering när han behövde deras stöd. Han lovade en gång att mullor bara skulle ha ett mindre inflytande i regeringen, ändrade sig sedan, och lät mullor få de viktigaste befattningarna. Han lovade att vinna kriget mot Irak, men slöt sedan fred utan någon egentlig seger. Han sa en gång att det faktum att "jag har sagt något betyder inte att jag skulle vara bunden av mitt ord." I själva verket var det denna förmåga till improvisation som fick Khomeini att överleva politiskt och som fortsätter att genomsyra den islamiska republikens politiska system.
Minst en forskare har hävdat att Khomeinis förmåga att svänga från ett perspektiv till ett annat har utnyttjats av motståndare för att främja deras olika och konkurrerande agendor. I synnerhet reformisterna såsom Mohammad Khatami i jakt på mer demokrati och mindre teokrati.

### Staten och sharialagarna
I frågan om hur islam och sharialagarna ska påverka styrningen av staten bytte Khomeini ståndpunkt flera gånger, både när det gäller vem som ska styra och vad som bör vara den yttersta auktoriteten i styrningen:
- Khomeini accepterade ursprungligen traditionell shiamuslimsk politisk teori. Han skriver i sin första bok "Kashf-e Asrar": "Vi vill inte säga att regeringen måste vara i händerna på" en muslimsk jurist, "utan vi säger att regeringen måste vara i enlighet med Guds lag ... "[114] och föreslår att ett "parlament" av shia-jurister skulle kunna välja eller godkänna en kung[115]
- Senare sade han till sina anhängare att "Islam proklamerar monarki och ärftlig succession som felaktigt och ogiltigt."[116] Endast styre av en ledande muslimsk jurist (Velayate Faqih[117]) skulle förhindra "innovationer" i sharia och säkerställa att islamisk lag verkligen följdes. Behovet av denna typ av styrning var "nödvändigt och självklart" för goda muslimer. (Denna förändring av hans åsikt förklaras ibland med att han inte längre kunde uthärda shahens "ondska").[118]
- När han väl var vid makten insåg han behovet av ökad flexibilitet och insisterade slutligen på att den härskande juristen inte behöver vara en av de mest lärda, att shariastyre var underordnat "islams intressen" (Maslahat - `ändamålsenliga intressen` eller `det allmännas bästa`[119]) och att den "gudomliga regeringen" som den tolkas av de härskande juristerna kunde åsidosätta sharia vid behov för att tjäna dessa intressen.

### Kvinnosyn
Här följer några citat av Khomeini beträffande kvinnan i samhället:
- Följande telegram skickade Khomeini 1962 till Shahen, när han hörde att kvinnorna skulle få rösträtt: "I Allahs namn Allförbarmarens. Till Hans Majestäts mottagande… Vidare har regeringen givit kvinnorna rösträtt vid dessa val. Detta har givit de religiösa ledarna och de övriga muslimska klasserna anledning att vara sårad. …"[120]

- Före revolutionen 1979 uttryckte Khomeini följande: "I en islamisk ordning har kvinnor samma rättigheter som män - rätt till utbildning, arbete, ägande, att rösta i val och att röstas in. Kvinnor är liksom män fria att bestämma sina egna öden och aktiviteter."[121]

- Efter revolutionen motsatte sig Khomeini att kvinnor blir parlamentsledamöter och liknade det vid prostitution. "Vi är emot denna prostitution. Vi invänder mot sådana missförhållanden ... Kan framsteg nås genom att skicka kvinnor till Majlis? Att skicka kvinnor till dessa centra är inget annat än korruption."[122]

- Om den islamiska kvinnodräkten: "De kvinnor som var med och gjorde revolutionen var och är i islamisk dräkt, inte eleganta och målade damer som ni, som går omkring helt obetäckta och drar efter sig en lång rad av män. Utmanande kvinnor, som sminkar sig och går ut på gatan och visar sin hals, sitt hår, sina former, var inte de som besegrade Shahen. De har aldrig gjort något bra, de där. De kan aldrig göra någon nytta, varken socialt, politiskt eller i yrkeslivet, därför att de blottar sig, distraherar männen och oroar dem. Dessutom distraherar och oroar de också andra kvinnor." [120]

- Angående polygyni: "Lagen om de fyra hustruarna är en mycket progressiv lag och har skrivits för kvinnornas bästa, eftersom kvinnorna är flera än männen. Föredrar ni att kvinnorna blir horor hellre än att de gifter sig med en man med flera hustrur? Jag tycker inte det vore rätt om ensamma kvinnor blir horor därför att det är brist på män".  Och vidare säger han: "också med de stränga villkor som islam lägger på en man med två, tre eller fyra hustrur – han skall behandla dem lika, ge dem lika mycket kärlek och lika mycket tid – så är denna lag bättre än monogami".[120]

### Krig, martyrskap och "istishhad"

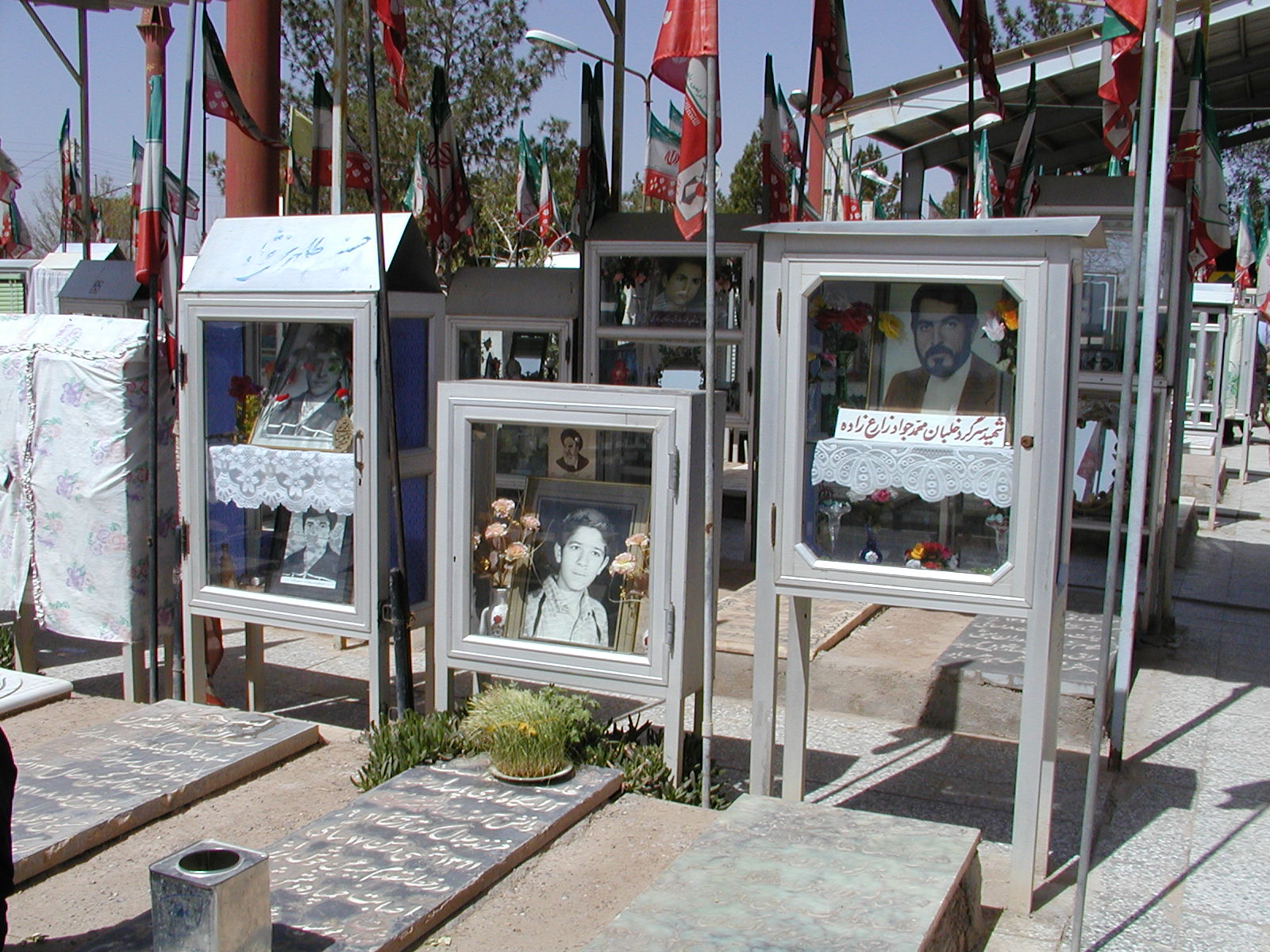
Martyrkyrkogård i Yazd

Khomeinis kanske mest betydelsefulla arv internationellt är en bredare definition av martyrskap att inkludera istishhad, eller "själv-martyrskap". Enligt Khomeinis åsikt kunde martyrskap komma inte bara från "oavsiktlig" död utan också från "avsiktlig" död. Martyrskap har alltid prisats i islam och martyrer lovades en plats i himlen (Q3 :169-171), men äldre historiska texter handlar ofta om att man dog när man skyddade sin familj eller sin egendom och då blev martyr. Idén att själv "söka upp ett tillfälle" att dö för att bli martyr har inte alltid varit så vanlig.
Khomeini inte bara berömde det stora antalet unga shia-iranier som blev "shahider" under Iran–Irak-kriget utan hävdade också att kriget var "Guds dolda gåva".
Döden kan tyckas vara en tragedi för en del men Khomeini hade en annan åsikt:

"Om du har något band av kärlek som binder dig till denna värld, försök att bryta det. Denna värld är trots all sin skenbara glans och charm alltför värdelös för att bli älskad."

Han gav aldrig vika från sin tro på kriget som Guds vilja, och observatörer har relaterat ett antal exempel på hans otålighet med dem som försökte övertyga honom att sluta fred. När kriget gick in i ett dödläge med hundratusentals dödade och civila områden angreps av missiler blev Khomeini kontaktad av Ayatollah Mehdi Haeri Yazdi, en storayatollah och tidigare elev till Khomeini som dessutom hade släktband till Khomeini. Yazdi vädjade om att hitta ett sätt att stoppa dödandet och sa att "det är inte rätt för muslimer att döda muslimer." Khomeini svarade förebrående med att fråga honom, "Vill du också kritisera Gud när han skickar oss en jordbävning?" Vid ett annat tillfälle reste en delegation av muslimska statschefer till Teheran för att erbjuda medling för att få slut på kriget. De fick vänta i två timmar och fick ingen översättare när de äntligen fick prata med Khomeini.

## Familj
År 1929 gifte sig Khomeini med Khadijeh Saqafi. Hon var 16 år och dotter till en imam i Teheran. Av allt att döma var deras äktenskap harmoniskt. Hon dog år 2009. De fick sju barn, varav fem överlevde spädbarnsåldern. Hans döttrar gifte sig alla med antingen köpmän eller imamer. Hans båda söner blev imamer. Mustafa, äldste sonen, dog 1977 under exilen i Najaf i Irak och bland Khomeinianhängare spreds ryktet att han mördats av SAVAK. Ahmad Khomeini, som dog 1995 vid en ålder av 49 år ryktas även han ha blivit mördad, men av den islamiska regimen. Khomeinis mest kända dotter Zahra Mostafavi är professor vid Teherans universitet och lever fortfarande (2013).
Av Khomeinis 15 barnbarn kan nämnas:
- Zahra Eshraghi, gift med den tidigare presidenten Mohammad Reza Khatami. Hon anses vara reformvänlig.
- Hassan Khomeini, imam och chef för Khomeinimausoleet. Han har visat stöd för reformrörelsen i Iran[132] och Mir-Hossein Mousavis uppmaning att annullera valresultatet vid valet 2009.[131]
- Husain Khomeini, imam, motståndare till den islamiska republiken. År 2003 sa han:

”Iranier behöver frihet nu, och om de kan bara uppnå det med amerikansk inblandning tror jag att de skulle välkomna det. Som iranier skulle jag välkomna det.”

Under samma år besökte Husain Khomeini USA, där han bland annat träffade Reza Pahlavi II, son till den sista shahen. År 2006 manade han till amerikansk invasion och störtandet av den islamiska republiken, och sa i ett uttalande för TV-stationen Al-Arabiya: ”Om du var en fånge, vad skulle du göra? Jag vill ha någon som bryter upp fängelsedörrarna.”